# Gare de Salomé
Gare de Salomé vasútállomás Franciaországban, Salomé településen.

## Vasútvonalak
Az állomást az alábbi vasútvonalak érintik:
- Fives-Abbeville-vasútvonal

## Kapcsolódó állomások
A vasútállomáshoz az alábbi állomások vannak a legközelebb:
- Gare de Marquillies
- Gare de La Bassée - Violaines